# Noaea regelii
Noaea regelii är en amarantväxtart som beskrevs av Aleksandr Andrejevitj Bunge. Noaea regelii ingår i släktet Noaea och familjen amarantväxter. Inga underarter finns listade i Catalogue of Life.